# Eclipsa de Lună din 18 august 2016

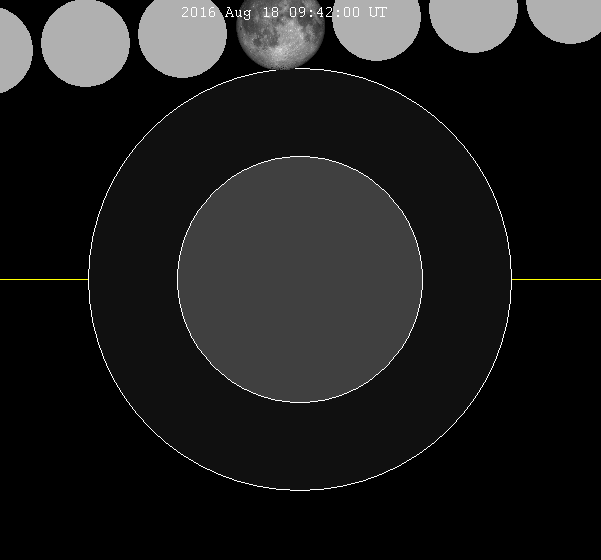
Schemă cu trecerea Lunii prin penumbra Pământului în această eclipsă

Eclipsa de Lună din 18 august 2016 a fost o eclipsă de Lună prin penumbrăl, a doua din cele trei eclipse de Lună din acest an. Aceasta eclipsă a fost vizual practic imperceptibilă, fiind cea de-a 73-a și ultima eclipsă din acestă serie Saros, cu o magnitudine penumbrală de 0,017. Eclipsa s-a produs în urmă cu 8 ani, 219 zile.

## Perspectiva de pe Lună
| Această simulare arată perspectiva de pe Lună, la momentul de maxim al eclipsei. Teoretic, fenomenul ar fi putut fi vizibil complet din Oceanul Pacific. |